# Christiane Martinetto
Christiane Martinetto z domu Feschet (ur. 5 października 1943 w Lyonie) – francuska lekkoatletka, płotkarka.
Zwyciężyła w sztafecie 4 × 1 okrążenie na europejskich igrzyskach halowych w 1969 w Belgradzie (sztafeta francuska biegła w składzie: Odette Ducas, Sylviane Telliez, Colette Besson i Martinetto). Na tych samych igrzyskach zajęła 5. miejsce w biegu na 50 metrów przez płotki. 
Była wicemistrzynią Francji w biegu na 80 metrów przez płotki w 1968 oraz brązową medalistką w biegu na 100 metrów przez płotki w 1969.